# کایروو (ویرجینیای غربی)
کایروو(به انگلیسی: Cairo) شهری در ایالت ویرجینیای غربی کشور ایالات متحده آمریکا است که جمعیت آن در سرشماری سال ۲۰۱۰ میلادی، ۲۸۱ نفر بوده‌است.